# 中央 (加須市)
中央（ちゅうおう）は、埼玉県加須市の町名。現行行政地名は中央一丁目および中央二丁目。郵便番号は347-0055。

## 地理
加須市の中心部に位置する。加須駅北口の一帯で、北境を会の川が流れている。

## 歴史
- 1967年（昭和42年）5月1日 - 住居表示の実施に伴い、大字加須の一部から中央一丁目・二丁目が成立[4]。

## 世帯数と人口
2021年（令和3年）1月1日時点の世帯数と人口は以下の通りである。
| 丁目       | 世帯数  | 人口  |
| ---------- | ------- | ----- |
| 中央一丁目 | 213世帯 | 406人 |
| 中央二丁目 | 163世帯 | 344人 |
| 計         | 376世帯 | 750人 |

## 小・中学校の学区
市立小・中学校に通う場合、学区は以下の通りとなる。
| 丁目       | !区域 | 小学校             | 中学校             |
| ---------- | ----- | ------------------ | ------------------ |
| 中央一丁目 | 全域  | 加須市立加須小学校 | 加須市立昭和中学校 |
| 中央二丁目 | 全域  | 加須市立加須小学校 | 加須市立昭和中学校 |

## 交通

### 鉄道
- 東武伊勢崎線加須駅

### 道路
- 埼玉県道38号加須鴻巣線
- 埼玉県道152号加須幸手線
- 埼玉県道411号加須停車場線

## 施設

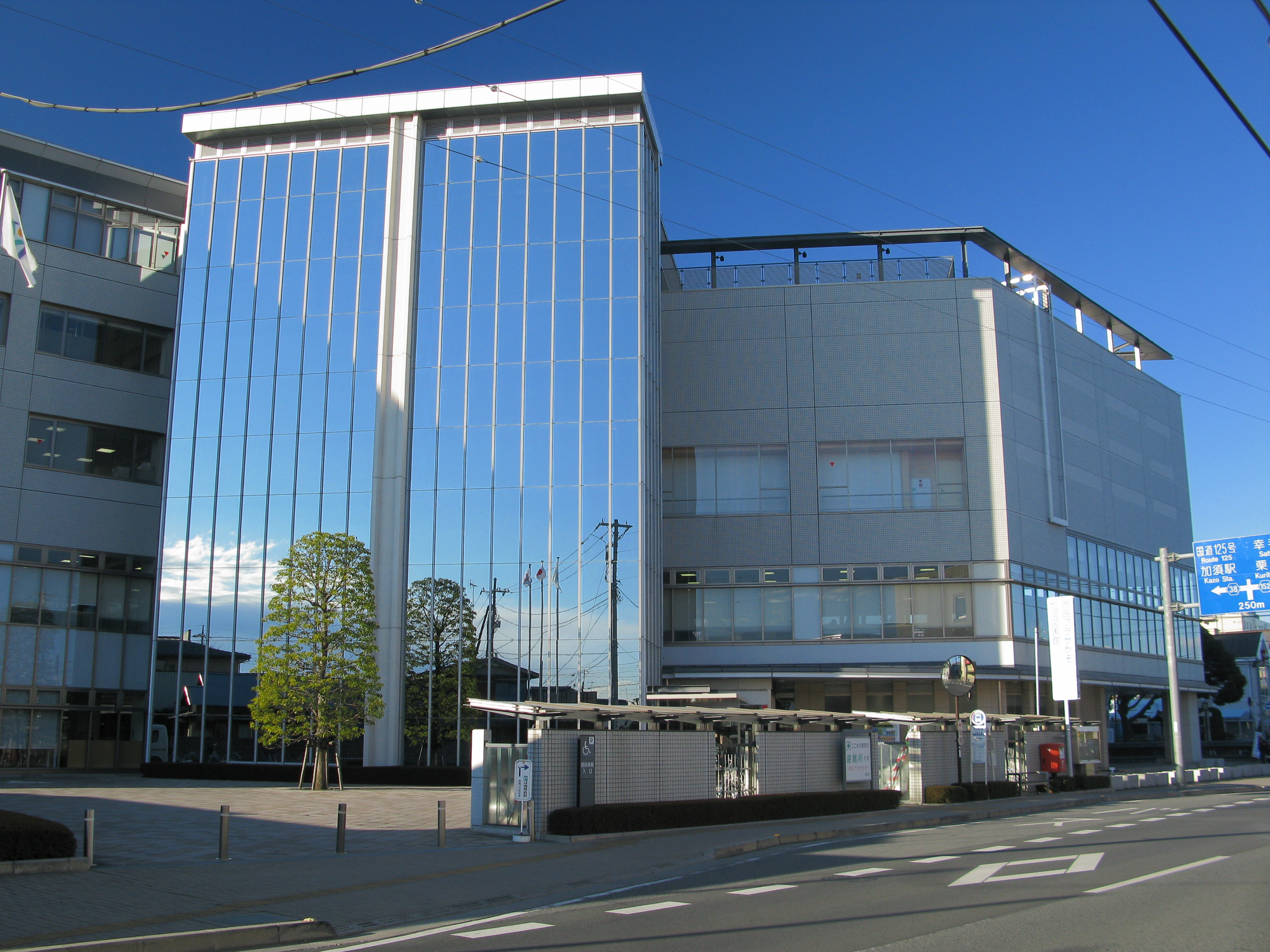
市民プラザかぞ

- 加須市商工会館
- 市民プラザかぞ
  - 加須市立図書館
- 陣屋会館
- 会の川親水公園（一部）
- 埼玉りそな銀行加須支店
- 足利銀行加須支店
- 千方神社